# Distretto di Sifangtai
Il distretto di Sifangtai (四方台区S, Sìfāngtái QūP) è un distretto della Cina, situato nella provincia di Heilongjiang e amministrato dalla prefettura di Shuangyashan.